# How You Love Me
How You Love Me is een nummer van de Nederlandse dj Hardwell uit 2018, met vocalen van de Britse zanger Conor Maynard en de Amerikaanse rapper Snoop Dogg.
Het tropical housenummer flopte in Engeland en Amerika, maar werd wel een bescheiden hitje in Nederland. Het bereikte er de 2e positie in de Tipparade.